# Gonzalo Fernández de Oviedo
 (octobre 2013).
Si vous disposez d'ouvrages ou d'articles de référence ou si vous connaissez des sites web de qualité traitant du thème abordé ici, merci de compléter l'article en donnant les références utiles à sa vérifiabilité et en les liant à la section « Notes et références ».
Gonzalo Fernández de Oviedo y Valdés, né en août 1478 à Madrid et mort en 1557 à Valladolid, est un historien espagnol des XVe et XVIe siècles. 

## Biographie
Issu d'une famille noble des Asturies, il nait à Madrid en août 1478, et est éduqué à la cour de Ferdinand II d'Aragon et d'Isabelle de Castille. À l'âge de 13 ans il devient le page de leur fils, le prince héritier Don Juan, assiste au siège de Grenade, et voit là Christophe Colomb avant son départ pour les Amériques. À la mort de l'enfant Juan, le 4 octobre 1497, il part pour l'Italie comme secrétaire de Gonzalo Fernandez de Cordoba. En 1514, il est nommé inspecteur des fonderies d'or d'Hispaniola, et, à son retour en Espagne, il est nommé historiographe des Indes. Il retourne encore cinq fois en Amérique avant de mourir à Valladolid en 1557.
Outre un roman de chevalerie intitulé Claribalte (1519), il publie deux ouvrages : La General y natural historia de las Indias et Las Quinquagenas de la nobleza de España. Le premier ouvrage est d'abord publié à Tolède sous la forme d'un résumé intitulé La Natural historia de las Indias. La première partie de La Historia general de las Indias est imprimée à Séville en 1535, alors que l'ouvrage complet n'est publié qu'en 1851-1855, par l'éditeur José Amador de los Ríos pour l'Académie espagnole d'histoire.
Bien qu'écrit dans un style diffus il renferme une quantité d'informations singulières recueillies de première main, et l'édition incomplète de Séville est beaucoup lue dans les versions française et anglaise, publiées respectivement par Poleur et Eden en 1555 et 1556. Las Casas le décrit comme « contenant presque autant de mensonges que de pages », et il est vrai qu'Oviedo présente sous les jours les plus favorables les manières d'agir de ses compatriotes. Mais à part ce parti pris patriotique, qui est trop évident pour ne pas être remarqué, son récit est à la fois exact et intéressant[réf. nécessaire].
C'est à travers son livre que les Européens – et ensuite le monde entier – apprennent l'existence du hamac, de l'ananas et du tabac, entre autres choses, car ils étaient utilisés par les indigènes qu'il rencontra. La première illustration d'un ananas lui est attribuée. Il est également responsable de Fortaleza, fameux port de Saint-Domingue, où se trouve une grande statue de lui offerte par le roi d'Espagne au gouvernement dominicain.
Dans son Quinquagenas, il s'abandonne à un bavardage très vivant concernant ses contemporains éminents. Cette collection d'anecdotes pittoresques et moralisatrices fut d'abord publiée à Madrid en 1880 sous la direction de Vicente de la Fuente.

### Sources et bibliographie
- (en) « Gonzalo Fernández de Oviedo », dans Encyclopædia Britannica [détail de l’édition], 1911 (lire sur Wikisource).
- (es) « Gonzalo Fernández de Oviedo y Valdés », dans le Diccionario biográfico español, lire en ligne.